# Wallenia bumelioides
Wallenia bumelioides là một loài thực vật có hoa trong họ Anh thảo. Loài này được (Griseb.) Mez miêu tả khoa học đầu tiên năm 1901.